# Lio chante Prévert
Albums de Lio
Wandatta
(1996) Cœur de rubis
(2003)
Singles
Je suis comme ça est le huitième album studio de la chanteuse Lio, sorti en 2000. 
Elle y interprète des poèmes de Jacques Prévert, la plupart mises en musique par Philippe-Gérard, l'initiateur du projet, secondé pour la direction artistique par Eric Dufaure, des Editions EMI Music Publishing à l'époque, d'autres par Joseph Kosma, Wal-Berg et Jo Warfield.
Ce répertoire donnera lieu à partir mai 2001 à un spectacle dont un enregistrement fera l'objet en 2003 du disque Cœur de rubis.

## Titres
1. C'était l'été
2. Dieu et diable
3. Je suis comme je suis (Prévert / Joseph Kosma)
4. Il y a la nuit
5. Tu peux bien t'en aller (Prévert / Jo Warfield)
6. Verticaux
7. Chant song
8. Embrasse-moi (Prévert / Wal-Berg)
9. Quand la vie est un collier
10. Chacun son cirque
11. Il a tourné autour de moi
12. Les Feuilles mortes (Prévert / Joseph Kosma)
13. Au coin de la rue du jour
14. À quoi rêvais-tu ?

Poèmes de Jacques Prévert mis en musique par Philippe-Gérard sauf si indiqué.